# Melychiopharis bibendum
Espèce
Melychiopharis bibendum est une espèce d'araignées aranéomorphes de la famille des Araneidae.

## Distribution
Cette espèce est endémique de Bahia au Brésil. Elle se rencontre à Ituberá.

## Description
Le mâle holotype mesure 2,1 mm et la femelle paratype 2,2 mm.

## Étymologie
Son nom d'espèce lui a été donné en référence à Bibendum, cette espèce ayant été découverte dans la réserve privée créée par Michelin.

## Publication originale
- Brescovit, Santos & Leite, 2011 : A second species of the orb-weaving spider genus Melychiopharis from South America (Araneae: Araneidae). Zootaxa, no 2798, p. 61-63.